# تاما (استان اشوی‌داشکسیه)
تاما (به لهستانی: Tama) یک منطقهٔ مسکونی در لهستان است که در گمینا رودا مالنگتسکا واقع شده‌است.